# Poke (Gericht)

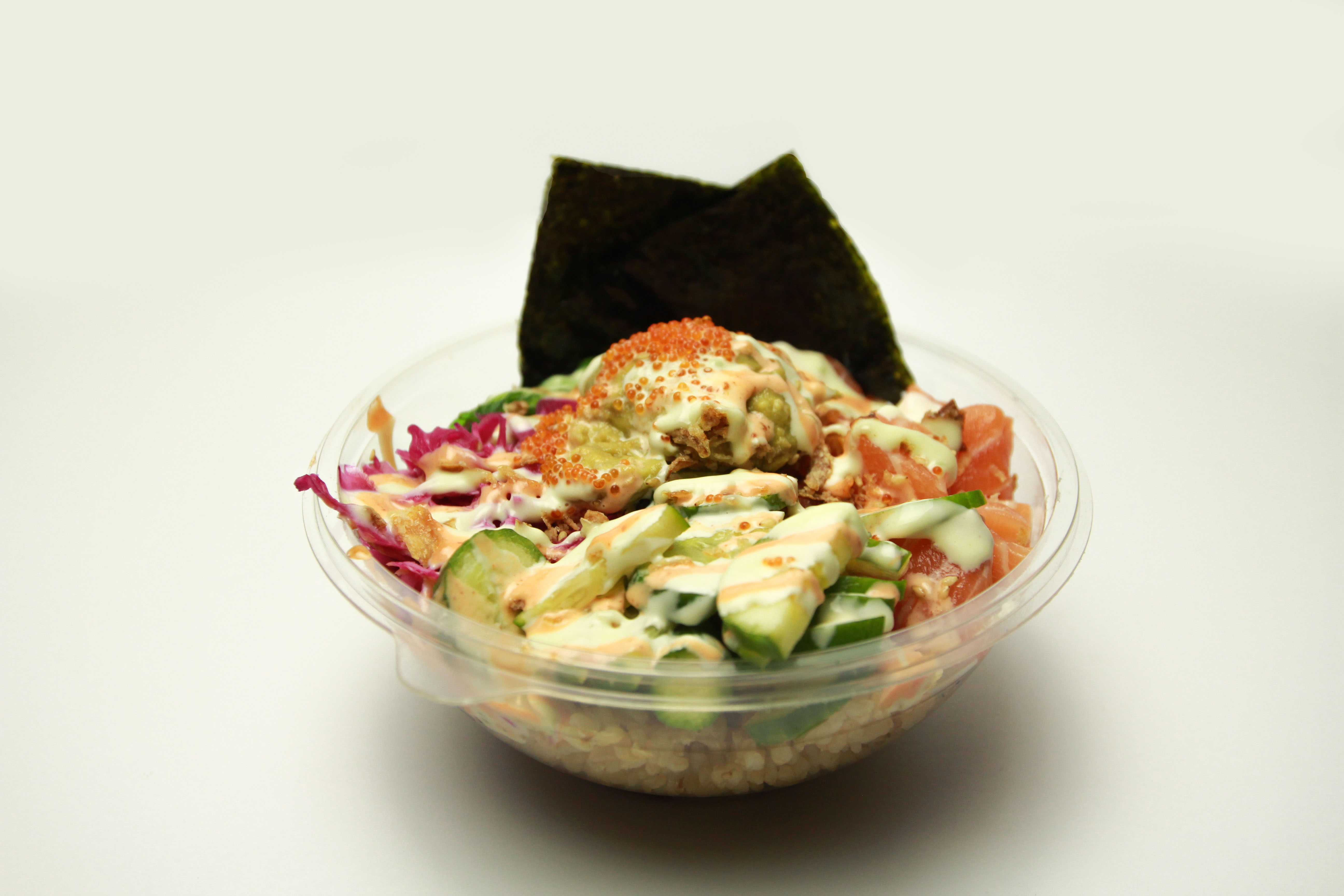
Salmon-Poke-Fischsalat

Poke (hawaiisch: „in Stücke schneiden“) ist ein Fischsalat aus Hawaii und hat dort den Status eines Nationalgerichts. Es handelt sich um eine kulinarische Verschmelzung der japanischen mit der Küche der Westküste der Vereinigten Staaten.

## Zubereitung
Poke besteht im Wesentlichen aus rohem Fisch, Sojasauce und Sesamöl. Neben Thunfisch oder Lachs werden auch Oktopus oder Garnelen verwendet. Auch finden üblicherweise Frühlingszwiebeln und Sesamkörner sowie Avocados und Ingwer Verwendung. Poke wird nicht gesäuert, wodurch der Fisch roh bleibt. Weitere Zutaten sind Kukui, die Frucht des Lichtnussbaumes, und Ogo-Algen (Gracilaria). Meist wird Poke auf warmem Sushi-Reis serviert.
In Deutschland werden diverse Rezeptvarianten unter der Bezeichnung „Poke Bowl“ oder „Poké Bowl“ angeboten und gelten als Trendspeise.